# Zhdanovsky
Zhdanovsky (en finnois : Kuparsaari, en russe : Ждановский остров) est une île-péninsule de la rivière Vuoksi dans l'isthme de Carélie en Russie.

## Histoire
La péninsule est devenue le théâtre de violents combats du 16 juin au 9 juillet 1944, pendant la guerre de continuation (1941-1944) alors qu'elle faisait partie de la ligne de défense finlandaise VKT (Ligne Viborg-Kuparsaari-Taipale).